# Distrito de Castelo Branco
O distrito de Castelo Branco é um distrito português, localizado no centro-oeste do país. Limita a norte com o distrito da Guarda, a leste com a Espanha, a sul com o distrito de Portalegre, a sudoeste com o de Santarém, a oeste com o de Leiria e a noroeste com o de Coimbra. O distrito toma o nome da cidade de Castelo Branco, que lhe serviu de sede administrativa.
Tem uma área total de 6 675 km², sendo o 4.° distrito com a maior área de todos os distritos nacionais. Em 2022, registou uma população de 177 719 habitantes, sendo o 15.° distrito mais populoso do país. O distrito tem uma densidade populacional de 26 habitantes por km², que se dividem em 11 municípios e em 120 freguesias.

## Subdivisões

### Municípios
O distrito de Castelo Branco subdivide-se nos seguintes onze municípios:
| Brasão | Município           | População (2021) | Área (km²) | Densidade (hab./km²) | N.º Freg. |
| ------ | ------------------- | ---------------- | ---------- | -------------------- | --------- |
|        | Belmonte            | 6 204            | 118,76     | 52,2                 | 4         |
|        | Castelo Branco      | 52 291           | 1 438,16   | 36,4                 | 19        |
|        | Covilhã             | 46 457           | 555,61     | 83,6                 | 21        |
|        | Fundão              | 26 503           | 700,13     | 37,9                 | 23        |
|        | Idanha-a-Nova       | 8 340            | 1 416,34   | 5,9                  | 13        |
|        | Oleiros             | 4 900            | 471,09     | 10,5                 | 10        |
|        | Penamacor           | 4 764            | 563,71     | 8,5                  | 9         |
|        | Proença-a-Nova      | 7 167            | 395,26     | 18,1                 | 4         |
|        | Sertã               | 14 748           | 453,13     | 32,5                 | 10        |
|        | Vila de Rei         | 3 276            | 191,55     | 17,1                 | 3         |
|        | Vila Velha de Ródão | 3 287            | 329,93     | 10                   | 4         |

Na atual divisão principal do país, o distrito encontra-se integrado na Região Centro e dividido em três subregiões, uma delas integrando um município pertencente ao distrito de Santarém: Beira Interior Sul, Cova da Beira e Pinhal Interior Sul. Em resumo:
- Região Centro
  - Beira Interior Sul
    - Castelo Branco
    - Idanha-a-Nova
    - Penamacor
    - Vila Velha de Ródão

  - Cova da Beira
    - Belmonte
    - Covilhã
    - Fundão

  - Pinhal Interior Sul
    - Oleiros
    - Proença-a-Nova
    - Sertã
    - Vila de Rei

### Cidades
- Castelo Branco
- Covilhã
- Fundão

### Vilas
- Alcains (Castelo Branco)
- Alpedrinha (Fundão)
- Álvaro (Oleiros)
- Atalaia do Campo (Fundão)
- Belmonte
- Bemposta (Penamacor)
- Boidobra (Covilhã)
- Caria (Belmonte)
- Castelo Novo (Fundão)
- Cernache do Bonjardim (Sertã)
- Ferro (Covilhã)
- Idanha-a-Nova
- Idanha-a-Velha (Idanha-a-Nova)
- Lardosa (Castelo Branco)
- Medelim (Idanha-a-Nova)
- Monsanto (Idanha-a-Nova)
- Oleiros
- Paul (Covilhã)
- Pedrógão Pequeno (Sertã)
- Penamacor
- Penha Garcia (Idanha-a-Nova)
- Proença-a-Nova
- Proença-a-Velha (Idanha-a-Nova)
- Rosmaninhal (Idanha-a-Nova)
- Salvaterra do Extremo (Idanha-a-Nova)
- São Miguel de Acha (Idanha-a-Nova)
- São Vicente da Beira (Castelo Branco)
- Sarzedas (Castelo Branco)
- Sertã
- Silvares (Fundão)
- Soalheira (Fundão)
- Sobreira Formosa (Proença-a-Nova)
- Teixoso (Covilhã)
- Tortosendo (Covilhã)
- Unhais da Serra (Covilhã)
- Vila de Rei
- Vila do Carvalho (Covilhã)
- Vila Velha de Ródão
- Zebreira (Idanha-a-Nova)

## População
| Número de habitantes | Número de habitantes | Número de habitantes | Número de habitantes | Número de habitantes | Número de habitantes | Número de habitantes | Número de habitantes | Número de habitantes | Número de habitantes | Número de habitantes | Número de habitantes | Número de habitantes | Número de habitantes | Número de habitantes | Número de habitantes |
| -------------------- | -------------------- | -------------------- | -------------------- | -------------------- | -------------------- | -------------------- | -------------------- | -------------------- | -------------------- | -------------------- | -------------------- | -------------------- | -------------------- | -------------------- | -------------------- |
|                      | 1864                 | 1878                 | 1890                 | 1900                 | 1911                 | 1920                 | 1930                 | 1940                 | 1950                 | 1960                 | 1970                 | 1981                 | 1991                 | 2001                 | 2011                 |
| Global *             | 159 901              | 177 440              | 206 155              | 217 179              | 243 586              | 241 574              | 262 285              | 304 592              | 324 577              | 316 536              | 255 575              | 234 230              | 214 853              | 208 063              | 196 264              |
| 0-14 Anos **         |                      |                      |                      | 77 039               | 85 925               | 80 047               | 87 347               | 98 574               | 97 741               | 89 316               | 60 855               | 47 921               | 35 651               | 26 935               | 22 783               |
| 15-24 Anos **        |                      |                      |                      | 38 661               | 44 001               | 43 442               | 50 854               | 53 070               | 59 095               | 53 488               | 40 740               | 36 013               | 29 003               | 26 010               | 18 403               |
| 25-64 Anos **        |                      |                      |                      | 89 827               | 97 929               | 100 886              | 110 152              | 127 335              | 138 872              | 144 294              | 118 285              | 108 302              | 104 093              | 102 949              | 100 558              |
| = ou > 65 Anos **    |                      |                      |                      | 11 078               | 12 733               | 13 693               | 16 787               | 19 780               | 24 571               | 29 438               | 34 475               | 41 994               | 46 106               | 52 169               | 54 520               |

## Geografia física
O distrito de Castelo Branco é dominado por três estruturas fundamentais: a região do vale do Tejo, a sul, é uma região vasta de altitudes moderadas (entre os 200 e os 400 m) e poucos acidentes orográficos. A norte, estende-se de nordeste para sudoeste uma segunda região, bastante mais acidentada, que compreende as serras de Alvelos, do Muradal, da Gardunha (1 227 m) e da Malcata, que tem a sua maior extensão já no distrito da Guarda. A noroeste desta área, a Cova da Beira corresponde ao vale do rio Zêzere e de alguns dos seus afluentes. A região oeste do distrito também acompanha o vale do Zêzere, descendo até ele das alturas de Alvelos. Pertence ainda ao distrito a maior parte da vertente sueste da serra da Estrela.
Com o distrito totalmente integrado na bacia hidrográfica do rio Tejo, os principais rios são, além do próprio Tejo, afluentes deste rio ou afluentes dos afluentes. O destaque vai, naturalmente, para o Zêzere e para os seus afluentes, em especial o rio Paul, o rio Meimoa e a ribeira da Sertã. Outros rios relevantes são o rio da Ocreza, o rio Ponsul e o rio Erges, que serve de fronteira com Espanha ao longo de mais de 40 km. Todos estes rios fluem mais ou menos na mesma direção, de nordeste para sudoeste, com excepção do Erges, cujo curso é predominantemente de norte para sul.
Quanto à orografia, as maiores altitudes situam-se na serra da Estrela, com a fronteira do distrito a ficar muito próxima da máxima altitude do continente português (1 993 m). Também nos limites do distrito situam-se outras altitudes elevadas: o ponto mais elevado da serra do Açor (1 418 m) fica na fronteira com o distrito de Coimbra, e a segunda maior elevação da serra da Malcata (1 072 m) situa-se no limite com o distrito da Guarda, muito perto de Espanha. Mesmo no interior do distrito, os pontos mais elevados são os cumes da Gardunha (1 227 m), de Alvelos (1 084 m) e de Muradal (912 m).
Embora a barragem de Castelo de Bode propriamente dita fique fora dos limites do distrito de Castelo Branco, a sua albufeira acaba por ser a maior extensão represada do distrito, mesmo havendo várias outras barragens no Zêzere (barragem da Bouçã e barragem do Cabril), no Tejo (barragem de Fratel no curso português e Embalse de Cedillo no Tejo internacional) e noutros rios e ribeiras (barragem de Corgas na ribeira de Isna, barragem do Pisco no rio Ramalhoso, barragem de Meimoa na ribeira de Meimoa, barragem da Idanha e barragem de Penha Garcia no Ponsul e barragem da Toulica na ribeira de Aravil.

## Património
- Lista de património edificado no distrito de Castelo Branco

## Política

### Eleições legislativas
| Ano  | %    | D   | %       | D       | %      | D      | %           | D           | %       | D       | %   | D   | %    | D  | %    | D   | %    | D   | %   | D   | %    | D    | %   | D   | %       | D       | % | D | %  | D  | %  | D  |
| Ano  | PS   | PS  | PPD/PSD | PPD/PSD | CDS-PP | CDS-PP | PCP/APU/CDU | PCP/APU/CDU | MDP/CDE | MDP/CDE | UDP | UDP | AD   | AD | FRS  | FRS | PRD  | PRD | PSN | PSN | B.E. | B.E. | PAN | PAN | PSD CDS | PSD CDS | L | L | CH | CH | IL | IL |
| ---- | ---- | --- | ------- | ------- | ------ | ------ | ----------- | ----------- | ------- | ------- | --- | --- | ---- | -- | ---- | --- | ---- | --- | --- | --- | ---- | ---- | --- | --- | ------- | ------- | - | - | -- | -- | -- | -- |
| 1975 | 41,5 | 5   | 24,3    | 2       | 6,4    | –      | 5,6         | –           | 3,9     | –       | 0,8 | –   |      |    |      |     |      |     |     |     |      |      |     |     |         |         |   |   |    |    |    |    |
| 1976 | 36,5 | 3   | 22,6    | 2       | 19,8   | 2      | 6,6         | –           |         |         | 1,1 | –   |      |    |      |     |      |     |     |     |      |      |     |     |         |         |   |   |    |    |    |    |
| 1979 | 27,6 | 2   | AD      | AD      | AD     | AD     | 12,4        | –           | APU     | APU     | 1,8 | –   | 49,8 | 4  |      |     |      |     |     |     |      |      |     |     |         |         |   |   |    |    |    |    |
| 1980 | FRS  | FRS | AD      | AD      | AD     | AD     | 10,5        | –           | APU     | APU     | 0,7 | –   | 51,0 | 4  | 30,2 | 2   |      |     |     |     |      |      |     |     |         |         |   |   |    |    |    |    |
| 1983 | 36,9 | 3   | 30,8    | 2       | 13,1   | 1      | 11,2        | –           | APU     | APU     | 0,6 | –   |      |    |      |     |      |     |     |     |      |      |     |     |         |         |   |   |    |    |    |    |
| 1985 | 18,5 | 1   | 31,2    | 3       | 9,6    | –      | 8,9         | –           | APU     | APU     | 1,0 | –   | 24,4 | 2  |      |     |      |     |     |     |      |      |     |     |         |         |   |   |    |    |    |    |
| 1987 | 22,4 | 2   | 52,1    | 4       | 4,7    | –      | 7,1         | –           | 0,4     | –       | 0,7 | –   | 6,0  | –  |      |     |      |     |     |     |      |      |     |     |         |         |   |   |    |    |    |    |
| 1991 | 32,4 | 2   | 51,7    | 3       | 3,9    | –      | 4,5         | –           |         |         | –   | –   | 0,9  | –  | 2,3  | –   |      |     |     |     |      |      |     |     |         |         |   |   |    |    |    |    |
| 1995 | 53,2 | 3   | 32,1    | 2       | 7,2    | –      | 3,8         | –           | 0,6     | –       |     |     | –    | –  |      |     |      |     |     |     |      |      |     |     |         |         |   |   |    |    |    |    |
| 1999 | 51,7 | 3   | 31,9    | 2       | 6,3    | –      | 5,3         | –           |         |         | –   | –   | 1,2  | –  |      |     |      |     |     |     |      |      |     |     |         |         |   |   |    |    |    |    |
| 2002 | 46,1 | 3   | 38,3    | 2       | 7,2    | –      | 3,3         | –           |         |         | 1,4 | –   |      |    |      |     |      |     |     |     |      |      |     |     |         |         |   |   |    |    |    |    |
| 2005 | 56,0 | 4   | 26,7    | 1       | 5,3    | –      | 3,8         | –           | 3,7     | –       |     |     |      |    |      |     |      |     |     |     |      |      |     |     |         |         |   |   |    |    |    |    |
| 2009 | 41,0 | 2   | 29,7    | 2       | 8,4    | –      | 5,1         | –           | 9,1     | –       |     |     |      |    |      |     |      |     |     |     |      |      |     |     |         |         |   |   |    |    |    |    |
| 2011 | 34,8 | 2   | 38,0    | 2       | 9,6    | –      | 4,9         | –           | 4,2     | –       | 0,7 | –   |      |    |      |     |      |     |     |     |      |      |     |     |         |         |   |   |    |    |    |    |
| 2015 | 38,9 | 2   | CDS     | CDS     | PSD    | PSD    | 6,0         | –           | 10,0    | –       | 0,8 | –   | 35,3 | 2  | 0,5  | –   |      |     |     |     |      |      |     |     |         |         |   |   |    |    |    |    |
| 2019 | 40,9 | 3   | 26,3    | 1       | 3,7    | –      | 4,8         | –           | 11,0    | –       | 2,4 | –   |      |    | 0,9  | –   | 1,3  | –   | 0,6 | –   |      |      |     |     |         |         |   |   |    |    |    |    |
| 2022 | 47,7 | 3   | 27,4    | 1       | 1,6    | –      | 2,9         | –           | 4,2     | –       | 1,0 | –   | 0,8  | –  | 8,3  | –   | 2,6  | –   |     |     |      |      |     |     |         |         |   |   |    |    |    |    |
| 2024 | 34,2 | 2   | AD      | AD      | AD     | AD     | 2,2         | –           | 28,5    | 1       | 4,1 | –   | 1,3  | –  | 2,0  | –   | 19,5 | 1   | 2,7 | –   |      |      |     |     |         |         |   |   |    |    |    |    |
| 2025 | 28,6 | 1   | AD      | AD      | AD     | AD     | 2,1         | –           | 32,3    | 2       | 1,7 | –   | 0,9  | –  | 2,6  | –   | 23,4 | 1   | 3,0 | –   |      |      |     |     |         |         |   |   |    |    |    |    |

### Deputados Eleitos pelo Distrito de Castelo Branco
| Eleição | Deputados             | Deputados                  | Deputados                        | Deputados                   | Deputados                        | Deputados                        | Deputados                         | Deputados                        | Deputados                              | Deputados                         | Deputados                | Deputados                              | Deputados | Deputados          |
| ------- | --------------------- | -------------------------- | -------------------------------- | --------------------------- | -------------------------------- | -------------------------------- | --------------------------------- | -------------------------------- | -------------------------------------- | --------------------------------- | ------------------------ | -------------------------------------- | --------- | ------------------ |
| 1975    |                       | Manuel João Vieira (PS)    |                                  | Alfredo Pinto da Silva (PS) |                                  | Júlio Pereira dos Reis (PS)      |                                   | Mário de Deus Branco (PS)        |                                        | Francisco Carlos Ferreira (PS)    |                          | Alfredo Joaquim da Silva Morgado (PPD) |           | Pedro Roseta (PPD) |
| 1976    | Albano Pina (PS)      | António Guterres (PS)      | Alfredo Pinto da Silva (PS)      |                             | Pedro Roseta (PPD)               |                                  | José Manuel Sérvulo Correia (PPD) |                                  | Francisco Manuel Farromba Vilela (CDS) |                                   | João Malhó Fonseca (CDS) |                                        |           |                    |
| 1979    |                       | Pedro Roseta (PSD)         |                                  | Carlos Robalo (CDS)         |                                  | Mário Dias Lopes (PSD)           |                                   | Luís Veloso Sampaio (CDS)        |                                        | Albano Pina (PS)                  |                          | António Guterres (PS)                  |           |                    |
| 1980    | António Guterres (PS) | Pedro Roseta (PSD)         | Alfredo Pinto da Silva (PS)      | Carlos Robalo (CDS)         |                                  | Mário Dias Lopes (PSD)           |                                   | Luís Veloso Sampaio (CDS)        |                                        |                                   |                          |                                        |           |                    |
| 1983    |                       | José Roque Lino (PS)       |                                  | José Martins Silva (PS)     |                                  | Fernando Fradinho Lopes (PS)     |                                   | Francisco Antunes da Silva (PSD) |                                        | César Vila Franca (PSD)           |                          | João Carlos Lencastre (CDS)            |           |                    |
| 1985    |                       | Vítor Pereira Crespo (PSD) |                                  | José Pereira Lopes (PSD)    |                                  | Francisco Antunes da Silva (PSD) |                                   | Fernando Dias de Carvalho (PRD)  |                                        | António José Marques Mendes (PRD) |                          | António Guterres (PS)                  |           |                    |
| 1987    | Pedro Roseta (PSD)    | Carlos Pinto (PSD)         |                                  | José Pereira Lopes (PSD)    | Francisco Antunes da Silva (PSD) |                                  | António Guterres (PS)             | José Sócrates (PS)               |                                        |                                   |                          |                                        |           |                    |
| 1991    | Carlos Pinto (PSD)    | José Nunes Liberato (PSD)  | Francisco Antunes da Silva (PSD) |                             | António Guterres (PS)            | José Sócrates (PS)               |                                   |                                  |                                        |                                   |                          |                                        |           |                    |
| 1995    |                       | António Guterres (PS)      |                                  | José Sócrates (PS)          |                                  | Fernando Serrasqueiro (PS)       |                                   | Álvaro Barreto (PSD)             |                                        | Francisco Antunes da Silva (PSD)  |                          |                                        |           |                    |
| 1999    | Fernando Penha (PSD)  | António Guterres (PS)      | Manuel Frexes (PSD)              | José Sócrates (PS)          |                                  | Fernando Serrasqueiro (PS)       |                                   |                                  |                                        |                                   |                          |                                        |           |                    |
| 2002    | José Sócrates (PS)    | Fernando Serrasqueiro (PS) | Válter Victorino Lemos (PS)      | Maria Elisa Domingues (PSD) | Fernando Penha (PSD)             |                                  |                                   |                                  |                                        |                                   |                          |                                        |           |                    |
| 2005    | José Sócrates (PS)    | Fernando Serrasqueiro (PS) | Cristina Granada (PS)            |                             | Válter Victorino Lemos (PS)      | Nuno Morais Sarmento (PSD)       |                                   |                                  |                                        |                                   |                          |                                        |           |                    |
| 2009    | José Sócrates (PS)    | Fernando Serrasqueiro (PS) |                                  | Carlos Costa Neves (PSD)    |                                  | Carlos São Martinho (PSD)        |                                   |                                  |                                        |                                   |                          |                                        |           |                    |
| 2011    |                       | Carlos Costa Neves (PSD)   |                                  | Carlos São Martinho (PSD)   |                                  | José Sócrates (PS)               |                                   | Fernando Serrasqueiro (PS)       |                                        |                                   |                          |                                        |           |                    |
| 2015    |                       | Hortense Martins (PS)      |                                  | Eurico Brilhante Dias (PS)  |                                  | Manuel Frexes (PSD)              |                                   | Álvaro Baptista (PSD)            |                                        |                                   |                          |                                        |           |                    |
| 2019    |                       | Hortense Martins (PS)      | Nuno Fazenda (PS)                | Eurico Brilhante Dias (PS)  | Cláudia André (PSD)              |                                  |                                   |                                  |                                        |                                   |                          |                                        |           |                    |
| 2022    | Ana Abrunhosa (PS)    | João Catarino (PS)         | Nuno Fazenda (PS)                |                             | Cláudia André (PSD)              |                                  |                                   |                                  |                                        |                                   |                          |                                        |           |                    |
| 2024    | Nuno Fazenda (PS)     | Patrícia Caixinha (PS)     |                                  | Liliana Reis (PSD)          |                                  | João Ribeiro (CH)                |                                   |                                  |                                        |                                   |                          |                                        |           |                    |
| 2025    |                       | Pedro Reis (PSD)           |                                  | Ricardo Aires (PSD)         |                                  | João Ribeiro (CH)                | Nuno Fazenda (PS)                 |                                  |                                        |                                   |                          |                                        |           |                    |